# Paola Zangirolami
Paola Zangirolami (Noventa Vicentina, 22 ottobre 1984) è un'ex rugbista a 15 italiana, già tre quarti centro e sette volte campione d'Italia tre club diversi; ha vestito per 14 anni la maglia della nazionale italiana.

## Biografia
Nata a Noventa Vicentina ma cresciuta a Stanghella (PD), iniziò a giocare a rugby a sette anni a Monselice sulle orme del fratello. per poi passare a Rovigo e al Roccia Rubano di Rubano; nel 2002 debuttò in campionato nelle file delle Red Panthers, la sezione femminile del Benetton, con cui vinse lo scudetto al primo anno.
Il 22 marzo 2003 debuttò per l'Italia femminile a Roma contro le pari categoria della Francia (sconfitta 3-7) e da allora divenne per i successivi 14 anni elemento fisso della squadra; passata al Riviera di Mira, vinse con esso tre ulteriori scudetti prima di trasferirsi a Londra per studio e militare nella squadra inglese del Richmond.
Nel 2010 tornò in Italia nella sua Padova per partecipare alla nascita della squadra femminile del Valsugana della quale fu nominata capitano; dopo 5 anni la guidò alla conquista del suo primo titolo nazionale (quinto personale), al quale ne fecero seguito altri due consecutivi, nel 2016 e 2017, vinto il quale (il suo settimo complessivo) annunciò il suo ritiro al netto di eventuali impegni internazionali per i quali si rese disponibile; fu convocata in effetti dal C.T. della nazionale femminile Di Giandomenico per la Coppa del Mondo di rugby femminile 2017 in Irlanda nel corso della quale scese in campo in tutte e cinque le partite compresa la finale per il nono posto vinta contro la Spagna, che fu il suo 76º incontro in Nazionale nonché l'ultimo in assoluto.

## Palmarès
- Campionati italiani: 7
Red Panthers: 2002-03
Riviera: 2003-04, 2004-05, 2006-07
Valsugana: 2014-15, 2015-16, 2016-17